# Подорож до центру Землі
«По́дорож до це́нтру Землі́» (фр. «Voyage au centre de la Terre») — науково-фантастичний пригодницький роман французького письменника  Жуля Верна, написаний у 1864 році. Джерелом натхнення для автора став інтерес тогочасної широкої публіки до геології, палеонтології і теорії еволюції.

## Сюжет

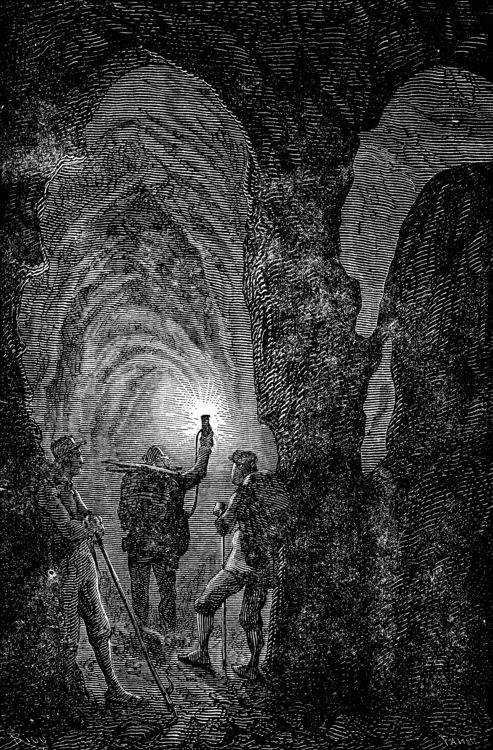
Експедиція в підземних тунелях

Оповідач на ім'я Аксель описує як його дядько, відомий професор геології Отто Лінденброк, у 1863 році знайшов у одній зі старовинних книг лист. Цей лист є шифром, який професор і оповідач довго намагаються прочитати. Врешті Ліндерброк довідується, що там написано про спуск у вулкан Снайфетльсйокутль, щоб досягнути центру Землі, а автором є ісландський мандрівник XVI століття Арне Сакнуссем. Але професор сумнівається чи той справді міг дістатися до центру Землі й повернутися, адже на глибині величезна температура. З Акселем він вирушає до Ісландії перевірити правдивість цієї гіпотези, віддаючи господарство Гретхен, нареченій свого небожа.
Разом з Акселем Отто прибуває до Ісландії, де вони збирають спорядження та вирушають у подорож, взявши за провідника Ганса. Дослідники піднімаються до кратера вулкана, де виявляють помітку, залишену Сакнуссемом. Вони чекають кілька днів, поки, як вказано в листі, тінь не вказує прохід до центру Землі. Лінденброк наказує скинути вниз припаси, щоб без зайвих вантажів досягнути кінця проходу.
Впродовж спуску під землю поступово зростають температура і тиск. Мандрівники бачать дивовижної краси гірські породи та мінерали. Подорож триває вже кілька днів і Аксель задумується про повернення, Отто погоджується припинити спуск, якщо за кілька годин не знайде нічого важливого.
Ганс несподівано відділяється від Отто з Акселем, коли вони спускаються на два кілометри під землю. Ті, слідуючи за ним, розуміють, що провідник знайшов джерело води. Крім поповнення запасів, потік вказує подальший шлях. На двадцятий день подорожі експедиція зупиняється в просторому гроті, де її учасники обговорюють чи справді можливо прийти у центр планети.
Аксель вирушає попереду решти, але скоро розуміє, що загубився. Лінденброк чує його голос і поспішає на допомогу. Експедиція досягає величезної підземної порожнини з морем, склепіння якої освітлене природним електричним сяйвом. Береги моря покривають величезні гриби та останки стародавніх тварин. Мандрівники майструють пліт, на якому пливуть досліджувати море. Аксель називає відкриту ним бухту на честь Гретхен.
Під час плавання професор виловлює вимерлу в морях поверхні рибу, а потім бачить й інших доісторичних істот. Мандрівники стають свідками бою між плезіозавром та іхтіозавром. У морі починається шторм, пліт розбивається об камені, а Акселя, Отто й Ганса викидає на берег.
Зібравши вцілілі речі, дослідники ремонтують пліт. Вирушивши на розвідку околиць, Лінденброк знаходить скелет примітивної людини. Скоро вони натрапляють на кинджал, загублений Арне Сакнуссемом. Для продовження пошуків центру Землі дослідники підривають скелі, але через це починається землетрус. Пліт провалюється в тунель, при цьому губиться багато обладнання. Пліт підхоплює вода, що через виверження вулкана нагрівається і прямує на поверхню планети.
Дослідників викидає на острові біля вулкана. Місцевий хлопчик повідомляє, що це Стромболі в Італії. Побоюючись, що забобонні італійці сприймуть їх за чортів, що вилізли з пекла, Отто вигадує видавати себе за потерпілих у кораблетрощі. Отто й Аксель розраховуються з Гансом та повертаються до Гамбурга. Лінденброк отримує світову славу та визнання, а Аксель закінчує оповідь тим, що одружився з Гретхен.

## Історія написання

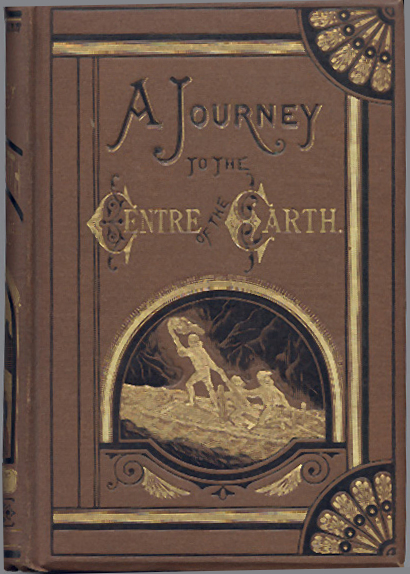
Обкладинка англійського видання 1874 року

Жуль Верн задумав роман на початку 1864 року. Імовірно, ідея «Подорожі до центру Землі» виникла після бесіди з його співвітчизником, геологом Сент-Клер Девілем, відомим спусками в кратер вулкана Стромболі. Девіль вважав, що вулкани Європи сполучені між собою підземними тунелями. Також науковим підґрунтям стала гіпотеза американського геолога Джона Клейва Симмерса, на думку якого Земля складається з п'яти вкладених одна в одну сфер. Іншим джерелом натхнення вважається роман французької письменниці Жорж Санд «Лаура, або Подорож у кристалі». Опосередковано — «Золотий жук» і «Повість Артура Гордона Піма» Едгара По, «Ісаак Лакадем» Александра Дюма. «Подорож до центру Землі» було написано впродовж літа-осені 1864 року. Друг Верна і постійний видавець його творів П'єр-Жуль Етцель опублікував роман 25 листопада 1864 року.
Письменниця Марія Вілінська (Марко Вовчок), особисто знайома з Жулем Верном, отримала від нього право зробити авторизований переклад роману російською. Цей переклад було видано 1871 року.
У 1874 році, через 10 років після публікації твору, письменник Леон Дельма подав на Жуля Верна позов до суду, вимагаючи 10000 франків за плагіат. Він стверджував, що під псевдонімом Рене де Понжест у 1863 видав роман «Голова Мінерви» (фр. La tête de Mimer), сюжет якого Верн начебто переробив для «Подорожі до центру Землі». Зокрема в обох творах герої знаходять зашифрований напис, який вказує шлях під землю. Сам Жуль Верн відповів на це, що до позову не читав «Голову Мінерви». Спільним моментом обох сюжетів він назвав лише пошук важливих місць за допомогою тіней, причому у Верна за тінню від сонячного світла, а в Дельми — за місячною. Леон Дельма програв суд і мусив відшкодувати витрати на нього. Плагіат було неможливо довести, позаяк теми криптограм і підземних подорожей були тоді поширені в популярній літературі.

## Екранізації

### Фільми
- «Подорож до центру Землі» (1910, Франція);
- «Подорож до центру Землі» (1959, США);
- «Подорож до центру Землі» (1978, Іспанія);
- «Подорож до центру Землі» (1989, США) — вільна інтерпретація роману;
- «Подорож до центру Землі» (2008, США) — пригодницький 3-D фільм з Бренданом Фрейзером у головній ролі;
- «Подорож до центру Землі» (2008, США) — direct-to-video фільм компанії The Asylum, вільна інтерпретація роману.

Також «Подорожжю до центру Землі» натхненний анімаційний фільм «Атлантида: Загублена імперія» (2001).

### Телебачення
- «Подорож до центру Землі» (1967, США) — анімаційний серіал;
- Епізод № 24 анімаційного серіалу «Знамениті класичні історії» (1977, США);
- «Подорож до центру Землі» (1999, США) — мінісеріал, дещо відмінний сюжетом від оригіналу;
- «Подорож до центру Землі» (2007, США/Канада) — вільна інтерпретація роману, випущена одразу на DVD.

## Українські переклади
- Жуль Верн. Подорож до центру Землі. Переклад з французької: Білоусової. - Харків: Український Робітник, 1928. - 264 с.
- Жуль Верн. Подорож до центру Землі. Переклад з французької: Олег Лесько. Львів: Мендор І. І., 2016. — 344 с. — ISBN 978-966-97552-0-9